# Escatrón
Escatrón es un municipio español en la Ribera Baja del Ebro, provincia de Zaragoza, Aragón. Tiene un área de 94,64 km². Cuenta con una población de 1067 habitantes (INE 2020).
Situado frente al Monasterio de Rueda, en su término municipal se construyó una central termoeléctrica, cerrada actualmente. Se pueden diferenciar el pueblo antiguo, emplazado en la hondonada, y el pueblo nuevo, construido más arriba.

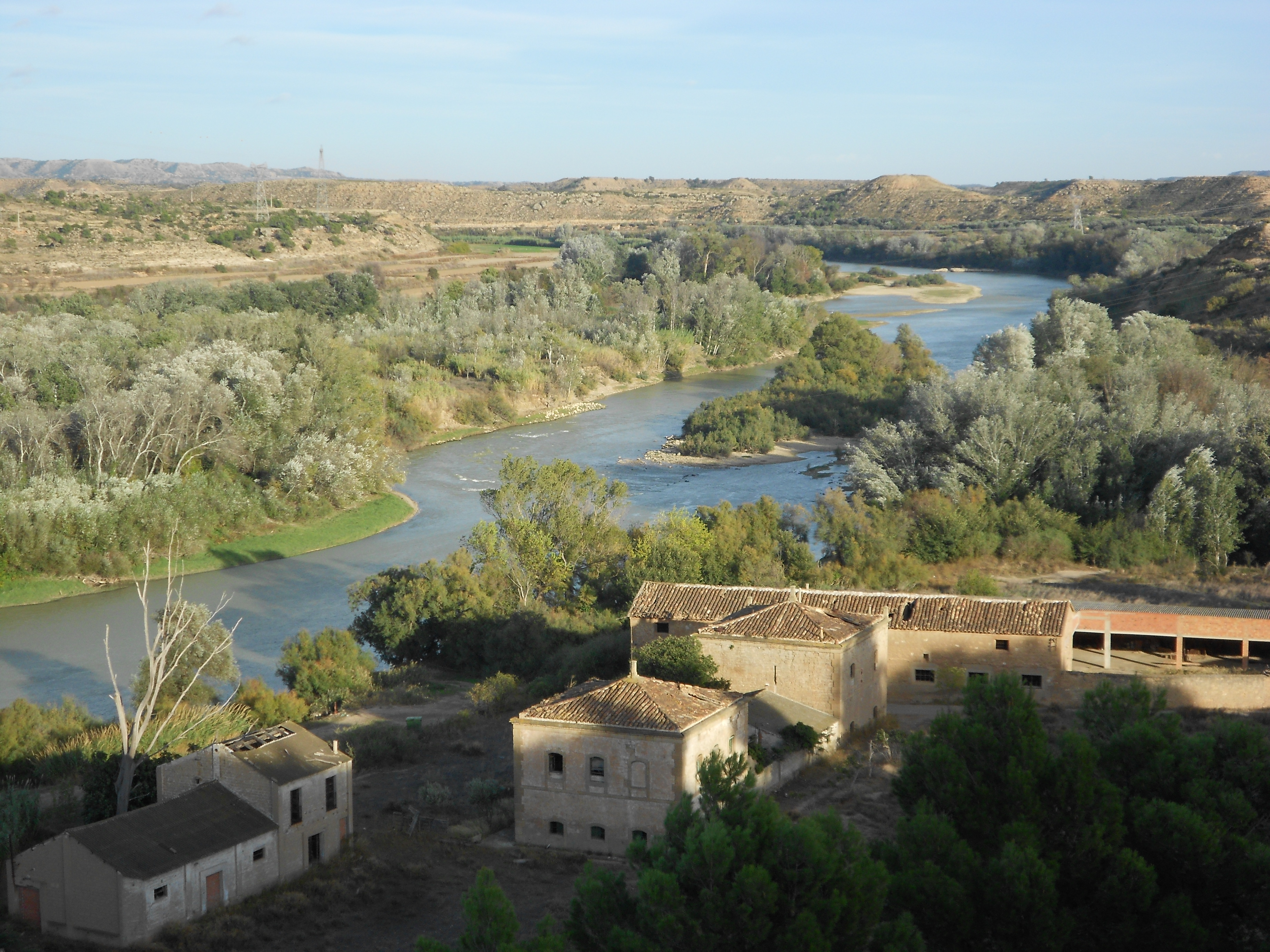
Vista del Ebro desde el mirador del Tozal

## Situación y clima
Distante 78 km de Zaragoza, Escatrón se emplaza en el centro de la depresión del Ebro en una zona de depósitos cuaternarios del mismo, en las cercanías de la desembocadura del Martín.
Es una zona llana de baja altitud —el núcleo urbano se sitúa a 143 m s. n. m.—, cuyo clima tiene cierta continentalidad dentro de su carácter mediterráneo, con escasas precipitaciones.
Su temperatura media anual es de 15,6° C y su precipitación anual de 378 mm.

## Arqueología
En «Cabezo de Muel» se ha encontrado un asentamiento ibero-romano que contiene importantes muestras de cerámica y numismática.
Los restos cerámicos descubiertos pueden datarse entre el siglo iii a. C. y el siglo ii d. C., no habiendo indicios de que el poblado sufriera una destrucción violenta.

## Historia

### Edad Antigua y Media
Los asentamientos estudiados más antiguos, situados en el Cabezo de Muel, se fechan entre el siglo iii a. C. y el siglo ii. Se ha encontrado cerámica ibérica y romana, sobre todo campaniense.
Escatrón fue la primitiva Scatro, nombre que puede derivar de la palabra latina «castro», en alusión a un campamento militar que controlara la desembocadura del Martín.
En Escatrón han aparecido restos visigodos, aunque la gran transformación del regadío tuvo lugar durante la dominación árabe.
Alfonso I el Batallador, siguiendo el cauce del Ebro desde Zaragoza, reconquistó la villa en 1133.
En 1182 Alfonso II hizo donación a la orden del Císter del castillo, villa, términos y población de Escatrón para que se construyera un monasterio. Dicha construcción —el actual Monasterio de Rueda— se inició en el siglo xiii, llegando los monjes al monasterio a partir de 1202. Las relaciones entre la villa y el abad del monasterio no siempre fueron cordiales; así, en 1389, hubo de intervenir el rey Juan I advirtiendo al abad fray Andrés Monsén de que debía facilitar el acceso al puerto fluvial a los mercaderes de grano de Barcelona y Tortosa.
Entre las efemérides más importantes de la villa cabe destacar la visita regia de Fernando III el Santo, quien fue huésped de Jaime I el Conquistador. El encuentro entre el monarca de Castilla y el de Aragón tuvo lugar en junio de 1234.

### Edad Moderna y Contemporánea
El Barrio Verde de Escatrón es vestigio de la convivencia de diversas culturas y religiones; su denominación alude a la ubicación de la judería.
La expulsión de los moriscos de Escatrón tuvo lugar en 1610 aunque aquí, a diferencia de otros lugares cercanos, la población cristiana siempre fue muy superior a la musulmana.
Ya en el siglo xix, Escatrón fue tomado por el ejército francés en marzo de 1809, quedando abandonado el monasterio desde esa fecha hasta 1814.
Durante las guerras Carlistas, la población fue ocupada por tropas carlistas en diciembre de 1835. El caudillo Añón, al mando de un ejército con 800 infantes y 250 caballos, exigió a la población el cobro de 6000 reales, sin molestar a los nacionales que se encerraron en el fuerte.
Pascual Madoz, en su Diccionario geográfico-estadístico-histórico de España de 1845, refiere que Escatrón: 

Situado á la orilla izquierda del río Martin en su confluencia con el Ebro... tiene unas 500 casas de mala fabricación, las que se distribuyen en calles poco limpias y 3 plazas.

 Destaca la existencia de ayuntamiento y cárcel, escuela, un hospital, la iglesia parroquial de Nuestra Señora de la Asunción, la iglesia que fue de los misioneros de San Javier, y tres ermitas. En cuanto al terreno, señala que «es de regular calidad, con algunos trozos de huerta muy buenos que se fertilizan con las aguas del río Martín». La localidad producía sobre todo aceite, pero también seda, higos, vino, legumbres y hortalizas. Existían entonces varios molinos harineros y un martinete.
El siglo xix trajo consigo la llegada del ferrocarril a Escatrón. Un primer paso fue la fundación en 1865 del Ferrocarril del Príncipe de Asturias, de Zaragoza a Escatrón, cuyo objetivo era unir por ferrocarril Zaragoza y Escatrón para dar salida al carbón de las cuencas mineras de Gargallo y Utrillas hacia el río Ebro. No obstante, los trabajos se paralizaron después de la finalización del tramo entre la capital aragonesa y La Puebla de Híjar (1879); la línea restante entre La Puebla de Híjar y el apartadero de Escatrón y Caspe, solo se terminaría en octubre de 1893. Ello permitió más tarde a MZA una conexión entre Madrid y Barcelona por sus propias líneas, finalizándose el tramo entre Caspe y Samper de Calanda, donde estaba incluida la estación de Escatrón, el 1 de julio de 1894.
En el siglo xx, el levantamiento militar de 1936 tuvo consecuencias en Escatrón desde sus primeros días, ya que a mediados de agosto columnas provenientes de Barcelona entraron en la villa. Comenzaron experiencias colectivistas, quedando Escatrón bajo el mando del Consejo Regional de Defensa de Aragón. Avanzada ya la Guerra Civil, el 12 de marzo de 1938 el ejército de Franco tomó la villa.
A mediados del siglo xx se construyó en el municipio una central termoeléctrica y un ferrocarril minero con el fin de utilizar los lignitos de Andorra y Escucha, inaugurado en 1953 y que estuvo en funcionamiento hasta principios de la década de 1980.
Paralelamente se erigió el Poblado, lo que implicó una profunda transformación urbana.
La elección de Escatrón para la instalación de una central de estas características obedeció a las posibilidades de agua de la villa, necesaria en el funcionamiento de la misma.
Después del cierre de la central, en 2006 se construyeron dos nuevas centrales de ciclo combinado.

## Demografía
Escatrón cuenta con una población de 1177 habitantes (INE 2024).
| Gráfica de evolución demográfica de Escatrón entre 1842 y 2021                                                      |
| |
| Población de derecho según los censos de población del INE Población de hecho según los censos de población del INE |

En el fogaje de 1495 —censo del Reino de Aragón ordenado por el rey Fernando el Católico—, Escatrón figura con 88 hogares, lo que equivale a una población aproximada de 400 habitantes.
Ya en el siglo xix, el censo de España de 1857 registra 2746 habitantes para Escatrón, disminuyendo a 2595 habitantes en 1877.
La posterior evolución demográfica entre 1900 y 1940 puede considerarse de estancamiento.
En la década de 1940 se produce un crecimiento sustancial, llegando el municipio a contar con más de 7000 habitantes durante la construcción de la central térmica y el pueblo nuevo. Sin embargo, a partir de 1960 se inicia una tendencia claramente regresiva.
En 2020 Escatrón contaba con 1067 habitantes.

### Economía

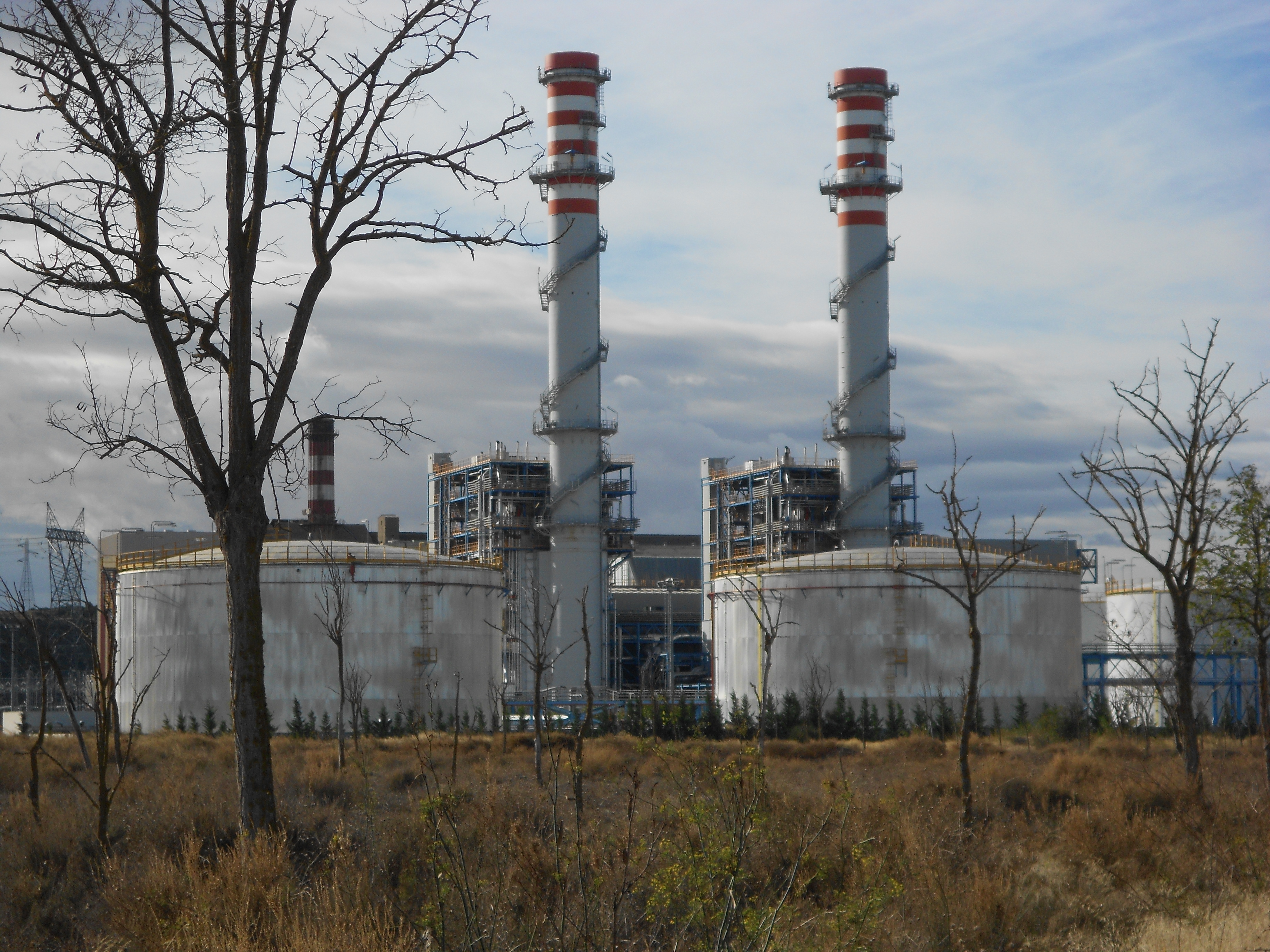
Central de ciclo combinado de Escatrón (2015)

A diferencia de otros municipios aragoneses de población similar, la economía de Escatrón no se basa en la agricultura; el hecho de que su situación resultara óptima para la instalación de una central eléctrica, ha propiciado que la producción de energía eléctrica sea la actividad económica primordial en el municipio.
De su superficie geográfica, solo el 9,7 % se ha transformado en regadío, siendo los cultivos más importantes cereales y olivo.
La central térmica de Escatrón, junto a la Subestación de Tracción de Escatrón Castelnou, absorben una buena parte de la población activa de la localidad. La central es gestionada por la compañía E.ON España.
La elección de Escatrón para su instalación obedeció a las posibilidades de agua, elemento necesario para el funcionamiento de la misma, así como su proximidad a las minas de lignito turolenses, ya que originalmente se abastecía del carbón extraído en Andorra y Mequinenza. Posteriormente se construyó también la central térmica de Escatrón Peaker, otra planta de ciclo combinado propiedad de la sociedad Global 3 Energía.

## Administración y política

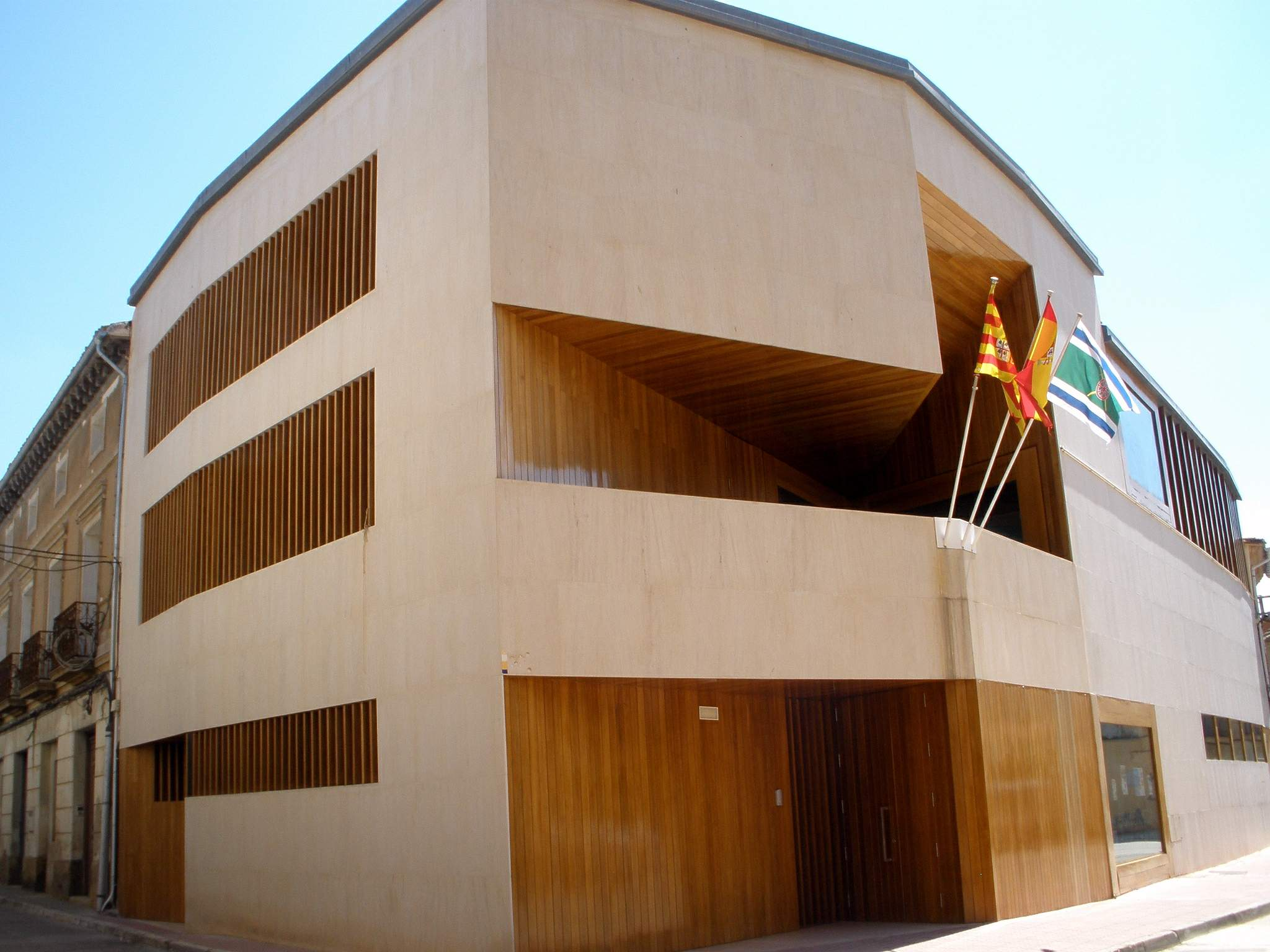
La nueva casa consistorial de Escatrón, inaugurada en 2014

| Período   | Alcalde                   | Partido |  |
| --------- | ------------------------- | ------- |  |
| 1979-1983 | Tomás Candala Pina        | UCD     |  |
| 1983-1987 | José María Yubero Burillo | PSOE    |  |
| 1987-1991 | José María Yubero Burillo | PSOE    |  |
| 1991-1995 | José María Yubero Burillo | PSOE    |  |
| 1995-1999 | José María Yubero Burillo | PSOE    |  |
| 1999-2003 | José María Yubero Burillo | PSOE    |  |
| 2003-2007 | José Manuel Ramón Falcón  | PAR     |  |
| 2007-2011 | María Carmen Aguerri Puel | PSOE    |  |
| 2011-2015 | María Carmen Aguerri Puel | PSOE    |  |
| 2015-2019 | Juan Abad Bascuas         | PSOE    |  |
| 2019-2023 | Juan Abad Bascuas         | PSOE    |  |
| 2023-     | Juan Abad Bascuas         | PSOE    |  |

| Partido político    | Partido político                                   | 1979   | 1983   | 1987   | 1991   | 1995   | 1999   | 2003   | 2007   | 2011   | 2015   | 2019   | 2023   |
| Partido político    | Partido político                                   | Ediles | Ediles | Ediles | Ediles | Ediles | Ediles | Ediles | Ediles | Ediles | Ediles | Ediles | Ediles |
|                     | Unión de Centro Democrático (UCD)                  | 7      | —      | —      | —      | —      | —      | —      | —      | —      | —      | —      | —      |
|                     | Partido de los Socialistas de Aragón (PSOE-Aragón) | 2      | 6      | 7      | 5      | 5      | 5      | 4      | 5      | 5      | 5      | 7      | 7      |
|                     | Jóvenes Independientes de Escatrón (JIE)           | 2      | —      | —      | —      | —      | —      | —      | —      | —      | —      | —      | —      |
|                     | Partido Aragonés (PAR)                             | —      | 2      | 1      | —      | —      | 2      | 2      | 1      | 1      | —      | —      | —      |
|                     | Partido Popular de Aragón (PP)                     | —      | 1      | 1      | 4      | 4      | 2      | 3      | 3      | 3      | 4      | 2      | 2      |
| Total de concejales | Total de concejales                                | 11     | 9      | 9      | 9      | 9      | 9      | 9      | 9      | 9      | 9      | 9      | 9      |

## Patrimonio
En Escatrón aún se puede observar el tipismo de las calles, así como nobles caserones con balcones corridos y salientes aleros.

### Patrimonio religioso

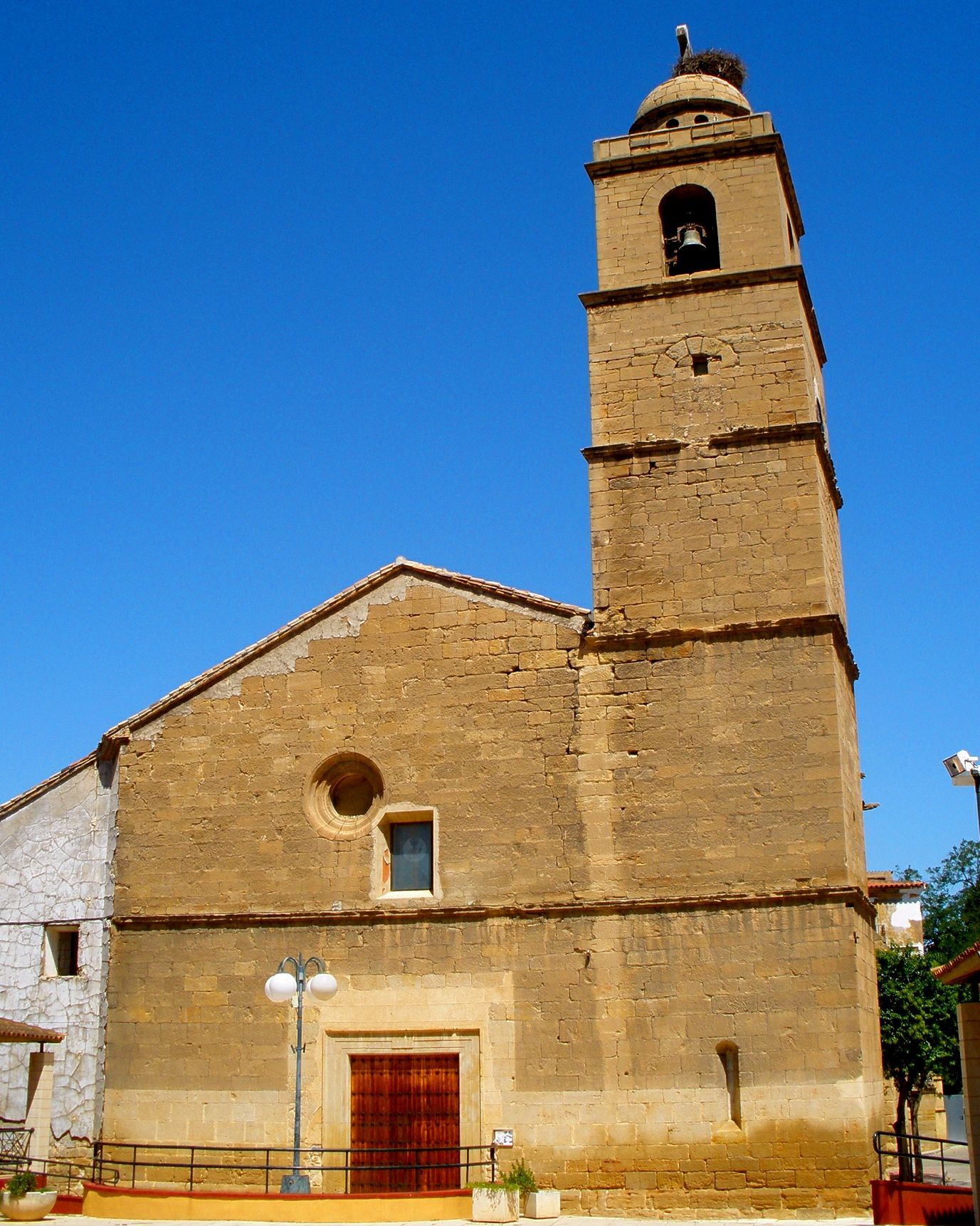
Iglesia de la Asunción de Nuestra Señora

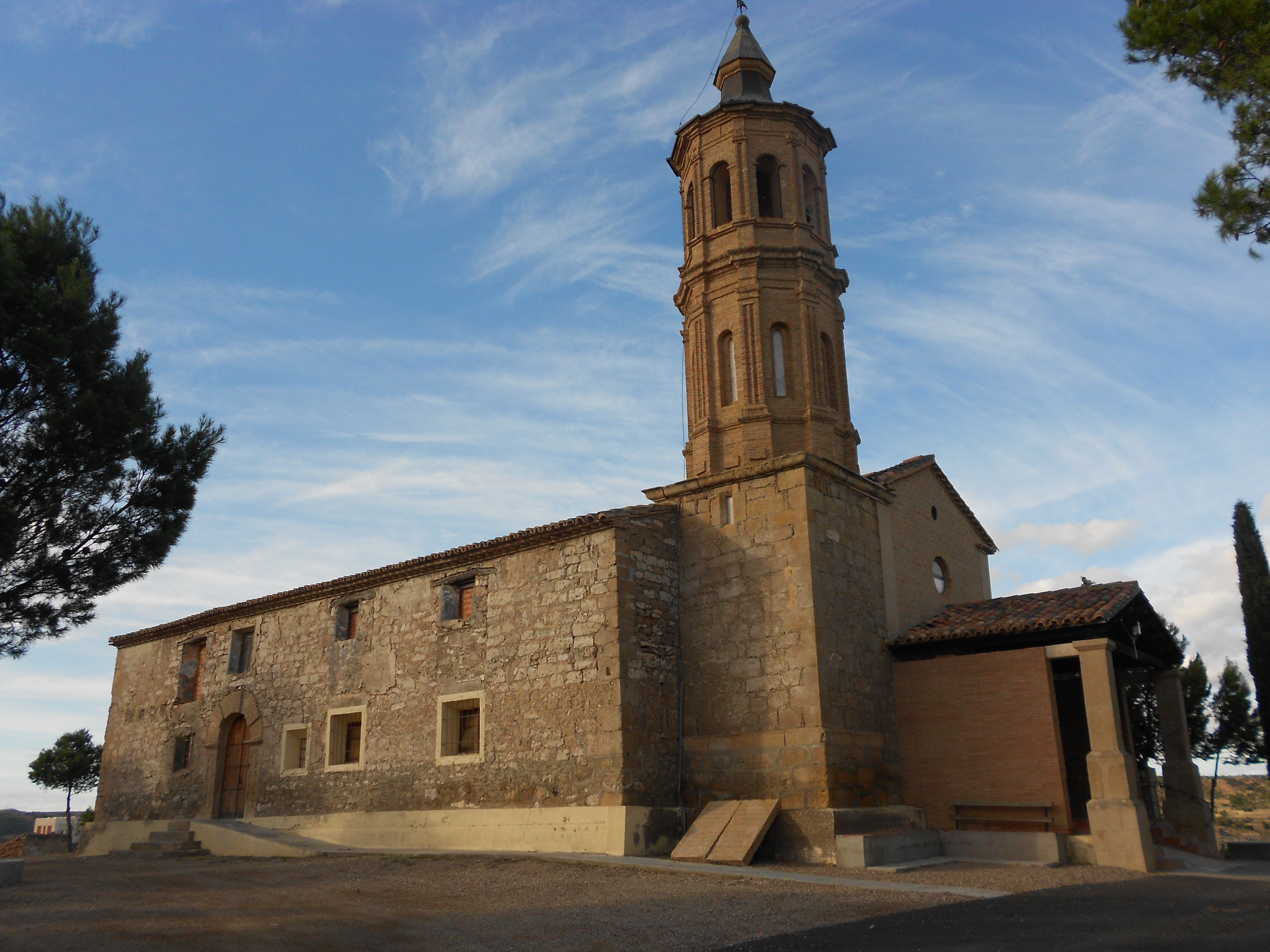
Ermita de Santa Águeda, del

La Iglesia Parroquial de Nuestra Señora de la Asunción es un edificio de compleja historia constructiva. Templo barroco de planta jesuítica, conserva en su interior tres capillas renacentistas de una iglesia anterior, cuya estructura global es desconocida. Posteriormente se añadió otra capilla, datada en el siglo xviii.
El edificio actual consta de una nave, con cabecera semicircular al interior y pentagonal al exterior, tres capillas laterales en cada lado, y torre a los pies en el lado de la epístola. Su interior alberga un magnífico retablo mayor realizado en alabastro. Fue realizado a comienzos del siglo xvii para la iglesia del vecino Monasterio de Rueda, desde donde pasó a su emplazamiento actual a mediados del siglo xix después de la desamortización.
Pese a su tardía cronología, pertenece todavía al renacimiento. Desde el punto de vista tipológico, ofrece una interpretación evolucionada del tradicional esquema en arco de triunfo.

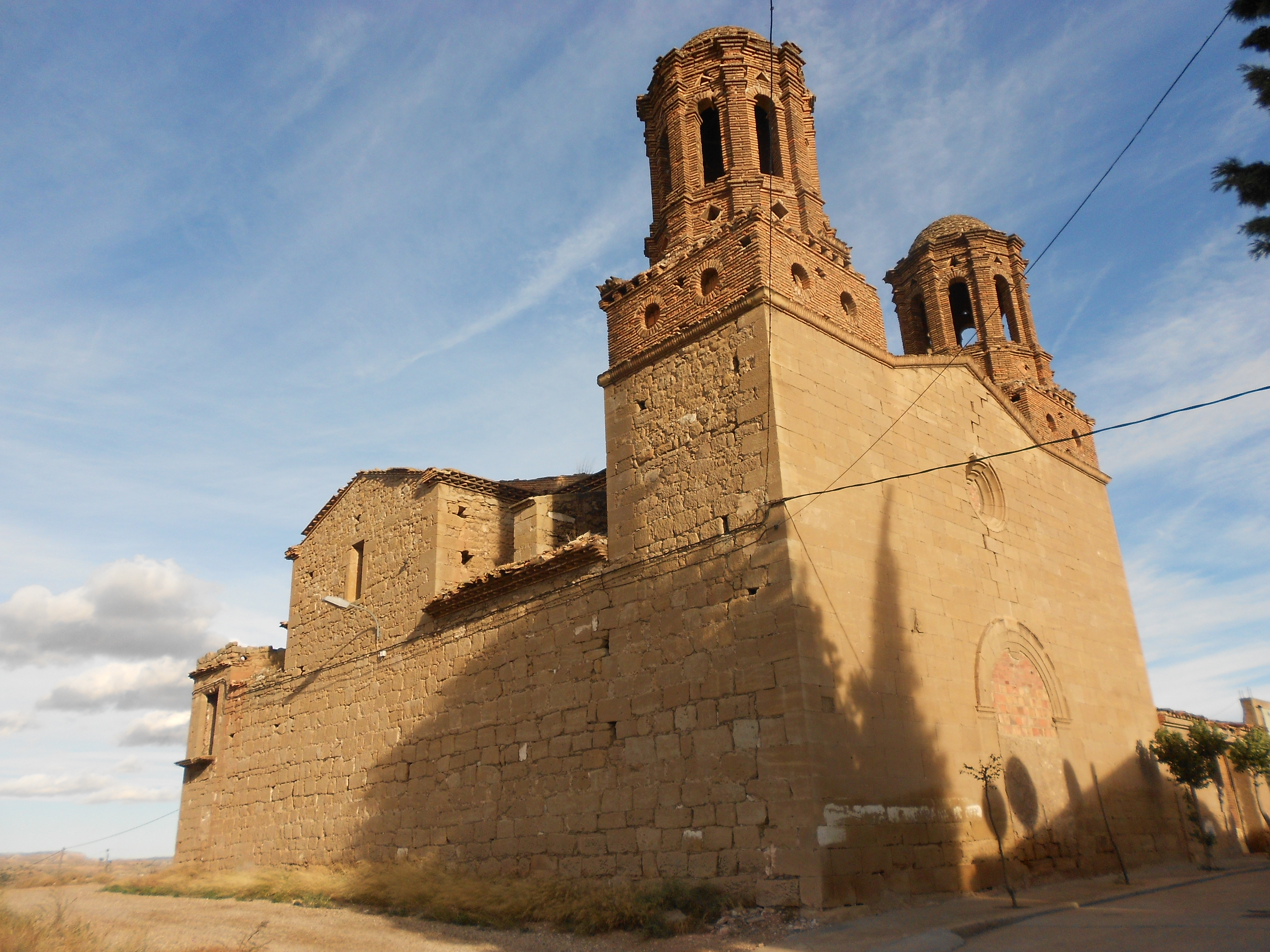
Santuario de San Francisco Javier. Anteriormente formaba parte de un convento

La Ermita de Santa Águeda es un edificio relativamente grande, de planta rectangular con una sola nave y cabecera recta a la que se adosa una sacristía, torre a los pies y dependencias para los romeros. Está construida en mampostería —la mayor parte de los paramentos—, tapial reforzado con hiladas de ladrillo, sillería —primer cuerpo de la torre— y ladrillo —cuerpos superiores de la torre y cierre del pórtico.
El elemento más destacado del interior es una capilla hornacina con la imagen de una Virgen.
Al exterior destaca la torre, situada a los pies, en el lado del evangelio; es de tres cuerpos, rematados por chapitel bulboso.
El Santuario de San Francisco Javier es la antigua iglesia de un desaparecido convento, actualmente en ruinas.
De este último, solo se conserva parte de la iglesia en la que destacan las dos torres gemelas que flanquean la portada, habiendo desaparecido completamente el claustro. En su origen fue un colegio o congregación de Sacerdotes Misioneros fundado a comienzos del siglo xviii.
El santuario tiene planta de cruz latina, con una sola nave con capillas laterales y cabecera recta.
Está construido en mampostería, con sillería en la fachada principal, y ladrillo en los cuerpos superiores de las torres.

### Patrimonio civil

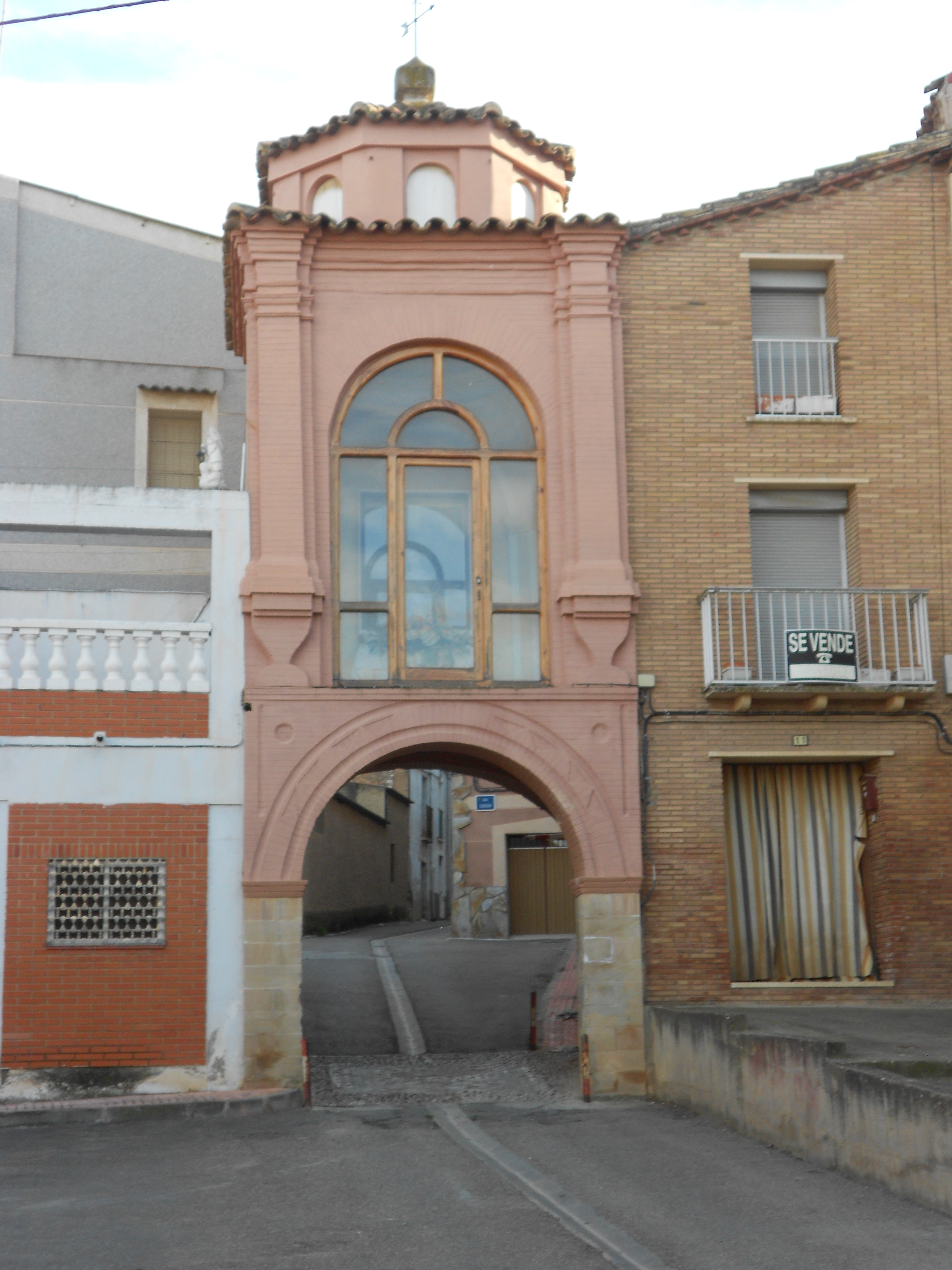
Arco de Santa Águeda, sobre el que está situada la capilla

Escatrón conserva parte de la muralla que la protegía en el pasado, destacando el Arco de Santa Águeda. Posiblemente corresponde a una de las antiguas puertas del recinto fortificado, reconvertida en capilla una vez perdida su función defensiva.
En su parte inferior constituye un paso cubierto con bóveda de cañón.
Sobre el arco se sitúa la capilla propiamente dicha, de planta cuadrangular y cubierta con cúpula, cubierta con cimborrio octogonal al exterior.
Entre las casas solariegas, cabe mencionar la Casa de los Abades, conjunto destinado a la recogida de las rentas y cargas señoriales del lugar de Escatrón, que era propiedad del Monasterio de Rueda.
Otra obra civil es el Puente Viejo, situado sobre el antiguo cauce del río Martín, a unas decenas de metros del actual trazado fluvial. Tiene dos ojos y se encuentra semienterrado.
Está construido en sillares de buena cantería, con los arcos y bóvedas de los ojos en ladrillo y los pretiles de grandes bloques de piedra que parecen ser más recientes.
Fuera del casco urbano se localiza El Mocatero, torre de vigilancia de planta rectangular construida durante la tercera guerra carlista.
Se alza en la cima de un cerro con gran visibilidad, estando rodeada por un pequeño foso o trinchera para dificultar el acceso enemigo. Estaba destinada a la realización de señales ópticas a lo largo de una red de fortalezas semejantes que se extendía desde Zaragoza hasta Amposta por la margen derecha del Ebro. Está construida en mampostería reforzada con piedra sillar en las esquinas y revocada de yeso por el interior.
Tiene dos plantas y una azotea protegida por un pretil con troneras.

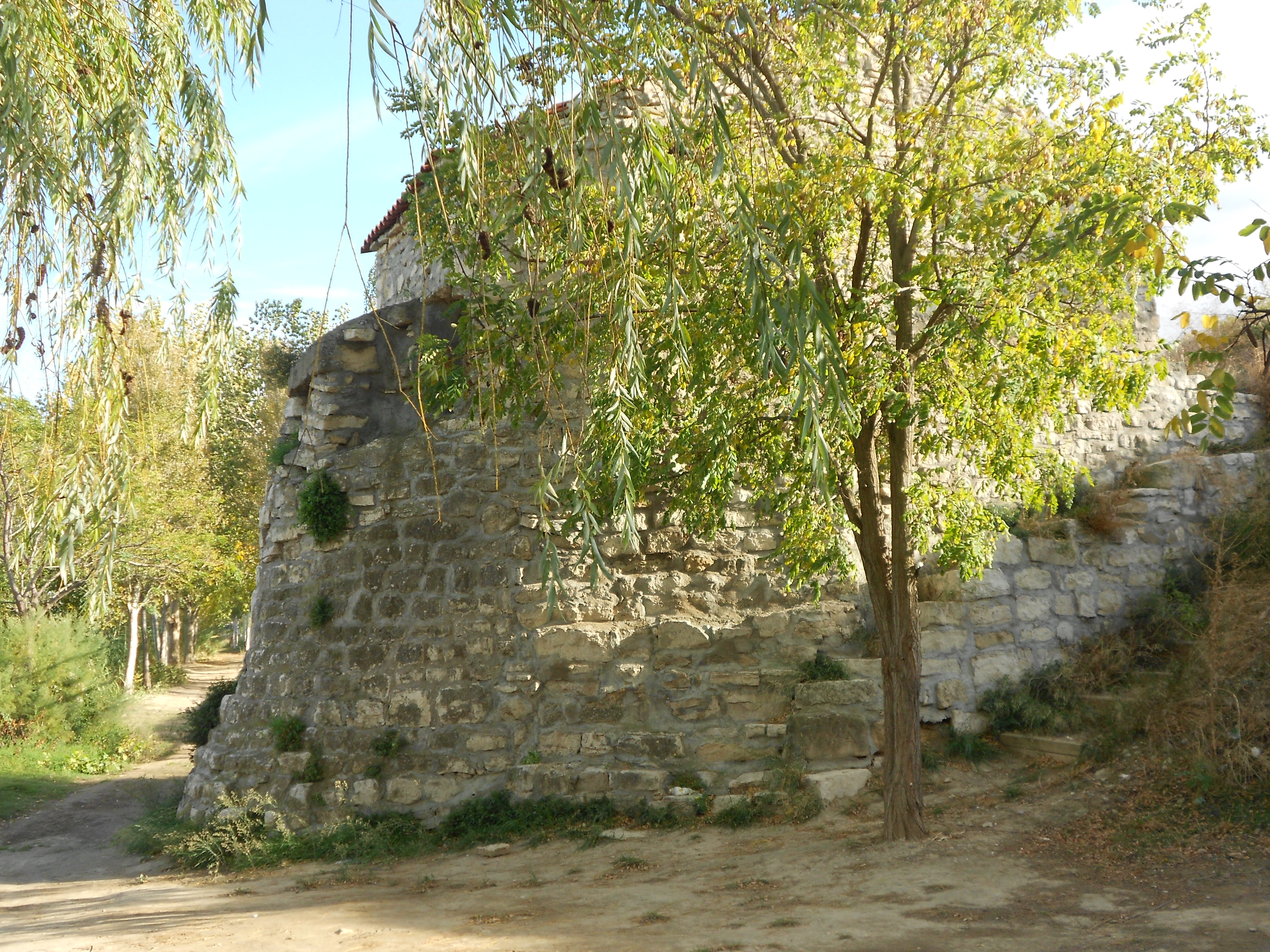
Caseta para la sirga, a orillas del Ebro

### Patrimonio natural
En los alrededores de la villa se encuentran hermosos parajes, que se pueden contemplar desde lo alto del «Mirador del Tozal». 
El Monasterio de Rueda se alza en la orilla opuesta del Ebro frente a Escatrón, si bien los terrenos donde está emplazado pertenecen al término municipal de Sástago.
La cercanía del río permite realizar diversas actividades náuticas, pues cuenta el municipio con un embarcadero frente al monasterio, el Centro Náutico.
Antiguamente el Ebro se cruzaba mediante una barca, pudiéndose todavía observar restos arquitectónicos en ambas orillas del río.
En la orilla izquierda se conserva la denominada Casa del Barquero, con espacios adaptados para estancia de los viajeros, así como el embarcadero propiamente dicho.
En la orilla opuesta se encuentran las ruinas de la Caseta para la sirga.

## Fiestas
- Las fiestas mayores de la villa, en honor de Santa Águeda, tienen lugar el 5 de febrero. Entre los actos tradicionales destaca la procesión de los «panes benditos», en donde los canastillos con panes solo pueden ser llevados por jóvenes solteras ataviadas con el típico traje de labradora escatronera. Otro acto tradicional es el «baile de la cinta», interpretado en la Plaza del Barranco frente al busto de Santa Águeda.[25]
- Durante los días 15 y 16 de agosto tienen lugar las fiestas de verano, en honor a Nuestra Señora de la Asunción y San Roque. Se efectúa una exhibición de ganado vacuno, principal atractivo de las fiestas, así como la «cena de la vaca», consistente en cocinar para todo el pueblo ternera con patatas.

## Personas destacadas
- Miguel Nicolás Ambrós (siglo xvii- ?), albéitar que ejerció la profesión veterinaria en Zaragoza. Su obra es considerada como un ensayo de patología y terapéutica general.
- Miguel Navas de Carrera (1720-1780). Farmacéutico que regentó la botica del Hospital de Nuestra Señora de Gracia en Zaragoza. Su estudio del cacao constituye una de las escasas monografías bromatológicas impresas en España durante el siglo XVIII.
- Juan Mora Insa (1880-1959). Fotógrafo y colaborador del Heraldo de Aragón y de la revista Aragón. Destaca su labor fotográfica documental sobre el patrimonio arquitectónico aragonés, encargada por el Ministerio de Educación.
- Sara Mora Romeo (n. 1953). Actriz que comenzó su carrera en el teatro, habiendo realizado también cine y televisión.
- Tadeo Ubón, héroe de la resistencia contra Napoleón.
- José Florentín Zaurín Casanova (n. Escatrón, 13 de marzo de 1896) fue constructor de obras civiles y defensor de la causa republicana española. Fue alcalde de su pueblo natal de 1936 a 1938 y ejerció al mismo tiempo como presidente de la Unión General de Trabajadores (UGT).